# Pero obtusaria
Pero obtusaria là một loài bướm đêm trong họ Geometridae.